# عبدالکریم هامیش
عبدالکریم هامیش (انگلیسی: Abdel Krim Hamiche؛ زادهٔ ۲۹ سپتامبر ۱۹۵۸) بازیکن هندبال اهل الجزایر بود.